# Arhopala
Arhopala är ett släkte av fjärilar. Arhopala ingår i familjen juvelvingar.

## Bildgalleri

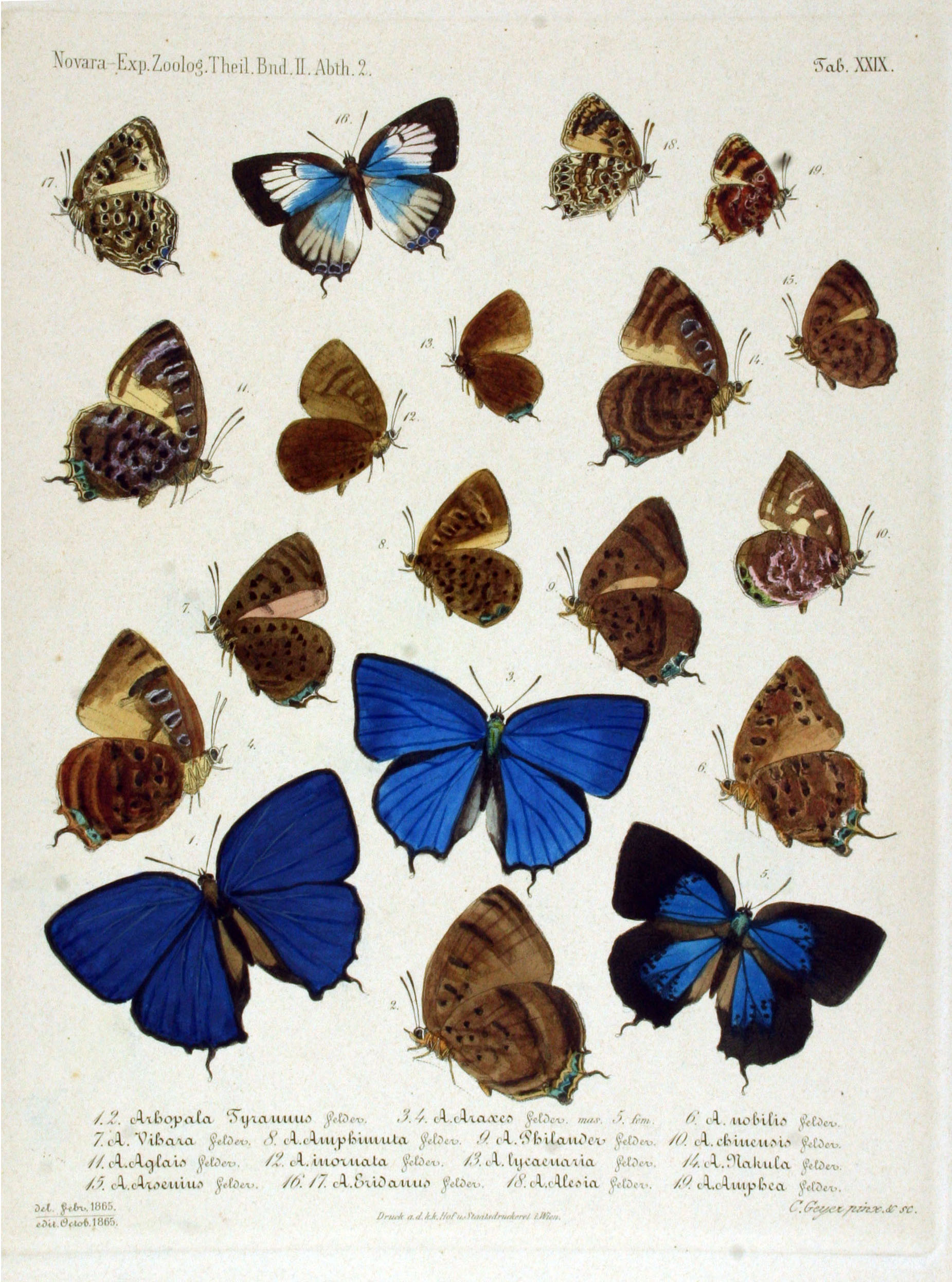

## Dottertaxa tillArhopala, i alfabetisk ordning[1]
- Arhopala aboe
- Arhopala abseus
- Arhopala ace
- Arhopala acestes
- Arhopala acetes
- Arhopala achelous
- Arhopala adala
- Arhopala adalitas
- Arhopala adulans
- Arhopala aedias
- Arhopala aeeta
- Arhopala aenigma
- Arhopala aexone
- Arhopala afranius
- Arhopala agelastus
- Arhopala agesias
- Arhopala agrata
- Arhopala ajusa
- Arhopala alcestis
- Arhopala alemon
- Arhopala aleta
- Arhopala alkisthenes
- Arhopala allata
- Arhopala almansor
- Arhopala amantes
- Arhopala amatrix
- Arhopala amha
- Arhopala ammon
- Arhopala ammonides
- Arhopala amphea
- Arhopala amphis
- Arhopala amydon
- Arhopala amytis
- Arhopala anamuta
- Arhopala anarte
- Arhopala andamanica
- Arhopala androtion
- Arhopala anella
- Arhopala anicius
- Arhopala anila
- Arhopala antharita
- Arhopala anthelius
- Arhopala anthore
- Arhopala antimuta
- Arhopala antis
- Arhopala antura
- Arhopala apha
- Arhopala aphadantas
- Arhopala apharida
- Arhopala aphobus
- Arhopala apurpurosa
- Arhopala arama
- Arhopala arata
- Arhopala arca
- Arhopala ardea
- Arhopala argentea
- Arhopala aria
- Arhopala ariana
- Arhopala arianaga
- Arhopala ariavana
- Arhopala ariel
- Arhopala aristomachus
- Arhopala arjuna
- Arhopala aroa
- Arhopala arops
- Arhopala arta
- Arhopala arvina
- Arhopala asagiae
- Arhopala asakurae
- Arhopala asatha
- Arhopala asia
- Arhopala asoka
- Arhopala asopia
- Arhopala atosia
- Arhopala atra
- Arhopala auzea
- Arhopala avathina
- Arhopala axina
- Arhopala aytonia
- Arhopala azata
- Arhopala azinis
- Arhopala baluensis
- Arhopala barami
- Arhopala basiviridis
- Arhopala batis
- Arhopala bazalus
- Arhopala bella
- Arhopala belphoebe
- Arhopala binghami
- Arhopala birmana
- Arhopala biru
- Arhopala bosnikiana
- Arhopala bowringi
- Arhopala brahma
- Arhopala brooki
- Arhopala brooksiana
- Arhopala buddha
- Arhopala buruensis
- Arhopala busa
- Arhopala caesarion
- Arhopala caesetius
- Arhopala calaureia
- Arhopala camdana
- Arhopala camdeo
- Arhopala canulia
- Arhopala cardinaali
- Arhopala cardoni
- Arhopala carolina
- Arhopala catori
- Arhopala chamaeleona
- Arhopala chinensis
- Arhopala chrysoana
- Arhopala chunsu
- Arhopala cidona
- Arhopala clarissa
- Arhopala comica
- Arhopala conjuncta
- Arhopala constanceae
- Arhopala cooperi
- Arhopala corestes
- Arhopala corinda
- Arhopala corthatha
- Arhopala cowani
- Arhopala critala
- Arhopala cyronthe
- Arhopala daganda
- Arhopala dajagaka
- Arhopala dama
- Arhopala dascia
- Arhopala davaona
- Arhopala davisoni
- Arhopala deva
- Arhopala diardi
- Arhopala dohertyi
- Arhopala doreena
- Arhopala drucei
- Arhopala duessa
- Arhopala elagabulus
- Arhopala elioti
- Arhopala elira
- Arhopala elis
- Arhopala ellisi
- Arhopala elopura
- Arhopala elsiei
- Arhopala empesta
- Arhopala enoma
- Arhopala epiala
- Arhopala epibata
- Arhopala epimete
- Arhopala epimuta
- Arhopala esava
- Arhopala esra
- Arhopala etena
- Arhopala etuna
- Arhopala eumolphus
- Arhopala eupolis
- Arhopala eurisus
- Arhopala eurysthenes
- Arhopala evandra
- Arhopala evansi
- Arhopala fulgida
- Arhopala fundania
- Arhopala gana
- Arhopala gazella
- Arhopala grandiosa
- Arhopala gunongensis
- Arhopala halmaheira
- Arhopala hammon
- Arhopala havilandi
- Arhopala helianthes
- Arhopala helius
- Arhopala hellada
- Arhopala hellenore
- Arhopala helus
- Arhopala herana
- Arhopala herodianus
- Arhopala hewitsoni
- Arhopala hirava
- Arhopala hislopi
- Arhopala horsfieldi
- Arhopala hylander
- Arhopala ignara
- Arhopala ijauensis
- Arhopala imperiosa
- Arhopala incerta
- Arhopala inornata
- Arhopala interniplaga
- Arhopala irregularis
- Arhopala itama
- Arhopala jahara
- Arhopala javana
- Arhopala kangeana
- Arhopala karnyi
- Arhopala khamti
- Arhopala kiriwinii
- Arhopala kitjila
- Arhopala klossi
- Arhopala kota
- Arhopala kounga
- Arhopala labuana
- Arhopala lammas
- Arhopala lazula
- Arhopala leo
- Arhopala leokrates
- Arhopala leptines
- Arhopala lewara
- Arhopala lompana
- Arhopala lurida
- Arhopala mackwoodi
- Arhopala madytus
- Arhopala malayana
- Arhopala malayika
- Arhopala malu
- Arhopala maya
- Arhopala meander
- Arhopala meritatas
- Arhopala milleri
- Arhopala mirabella
- Arhopala moelleri
- Arhopala molta
- Arhopala monava
- Arhopala moolaina
- Arhopala moorei
- Arhopala morphicolor
- Arhopala morphina
- Arhopala myrtale
- Arhopala myrzala
- Arhopala myrzalina
- Arhopala nabala
- Arhopala natanda
- Arhopala nava
- Arhopala nebenius
- Arhopala neon
- Arhopala newara
- Arhopala nicevillei
- Arhopala nobilior
- Arhopala nobilis
- Arhopala normani
- Arhopala oenea
- Arhopala oghatinna
- Arhopala onetor
- Arhopala ophiala
- Arhopala ormistoni
- Arhopala oryuzana
- Arhopala ozana
- Arhopala padus
- Arhopala pagaiensis
- Arhopala pagia
- Arhopala palawanica
- Arhopala pandora
- Arhopala pangeran
- Arhopala panthera
- Arhopala paramuta
- Arhopala pastorella
- Arhopala penaga
- Arhopala penanga
- Arhopala periander
- Arhopala perissa
- Arhopala phaenops
- Arhopala phanda
- Arhopala philtron
- Arhopala phryxus
- Arhopala potidaea
- Arhopala pratinas
- Arhopala rafflesii
- Arhopala ralanda
- Arhopala restricta
- Arhopala ridleyi
- Arhopala rileyi
- Arhopala roona
- Arhopala russelli
- Arhopala sacharja
- Arhopala sandakani
- Arhopala sangira
- Arhopala sanherib
- Arhopala santava
- Arhopala sarawaca
- Arhopala sceva
- Arhopala sebonga
- Arhopala selta
- Arhopala selymbria
- Arhopala semperi
- Arhopala serpa
- Arhopala shelfordi
- Arhopala shirozui
- Arhopala siabra
- Arhopala sibatica
- Arhopala siberuta
- Arhopala sidicina
- Arhopala similis
- Arhopala simonea
- Arhopala sintanga
- Arhopala siroes
- Arhopala sophilus
- Arhopala sosias
- Arhopala sphendale
- Arhopala staudingeri
- Arhopala straatmanni
- Arhopala strophe
- Arhopala stubbsi
- Arhopala subfasciata
- Arhopala sublustris
- Arhopala suedas
- Arhopala tagore
- Arhopala tamyrus
- Arhopala tana
- Arhopala teesta
- Arhopala temerion
- Arhopala tenea
- Arhopala termerion
- Arhopala teuthrone
- Arhopala thamyras
- Arhopala tifata
- Arhopala timana
- Arhopala tindali
- Arhopala tounguva
- Arhopala trima
- Arhopala trionaea
- Arhopala tropaea
- Arhopala tyrannus
- Arhopala uchidae
- Arhopala udapa
- Arhopala wallacei
- Arhopala waterstradti
- Arhopala vaya
- Arhopala weelii
- Arhopala vellanus
- Arhopala verelius
- Arhopala whiteheadi
- Arhopala vihara
- Arhopala wilcocksi
- Arhopala wildeyana
- Arhopala viridissima
- Arhopala woodii
- Arhopala xenon
- Arhopala yajuna
- Arhopala zalinda
- Arhopala zelea
- Arhopala zeta
- Arhopala zilana
- Arhopala zohar
- Arhopala zylda